# Historia del urbanismo en Europa
La 

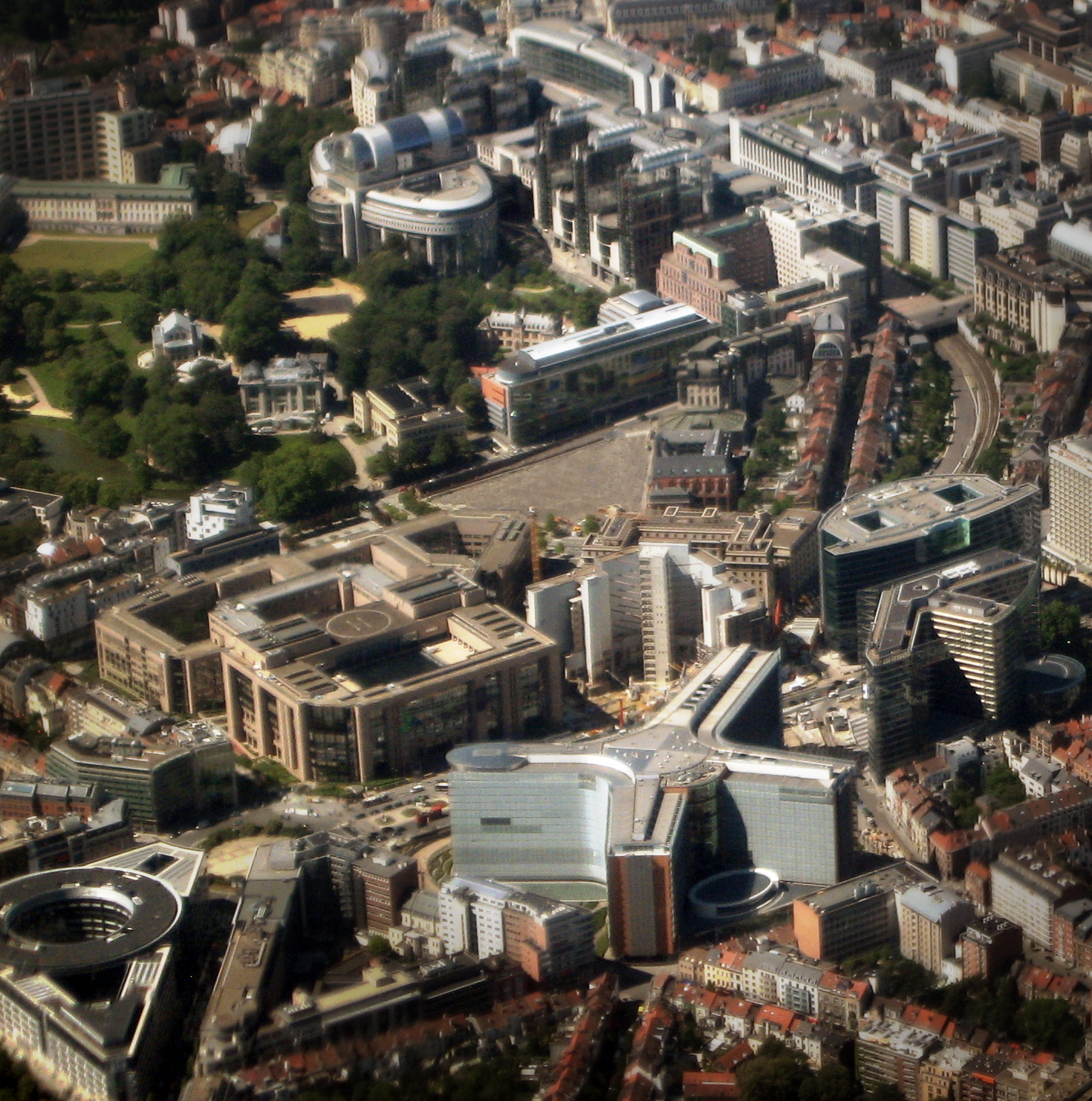
Barrio europeo de Bruselas (Bélgica)

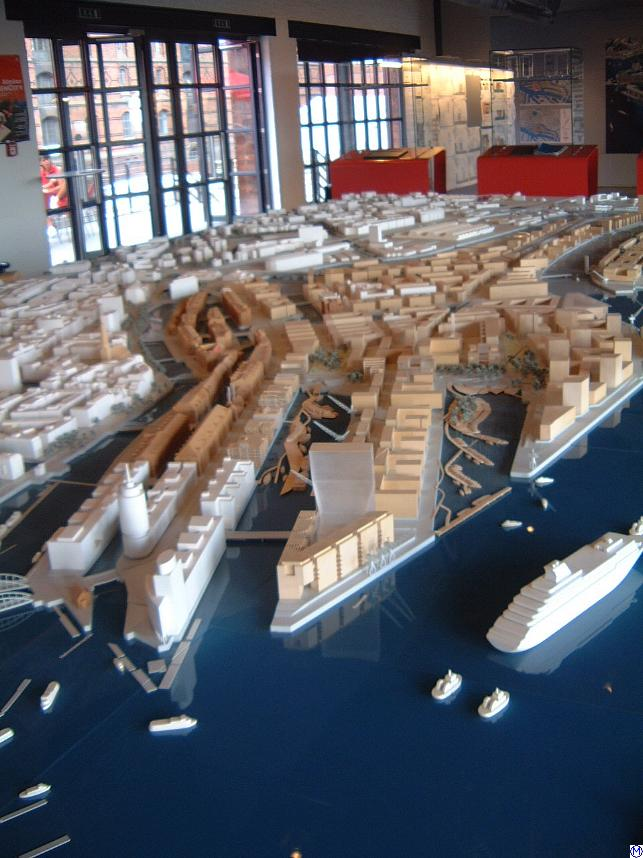
Maqueta general de HafenCity (Alemania)

del urbanismo en Europa es la historia de las ciudades de dicho continente, sus inicios y su desarrollo. En Europa, las primeras aglomeraciones importantes se desarrollaron en la Edad Antigua, en torno al mar Mediterráneo. El Imperio romano a partir de su capital, Roma, que es la primera población que puede considerarse como gran ciudad, crea una cultura urbana en sus dominios, entre los que se encontraba parte de Europa (desde el mar Mediterráneo en todas sus márgenes, llegando hasta Gran Bretaña).
Durante el siglo XX, el continente experimenta los más extremos contrastes en el desarrollo de sus ciudades, que va desde la devastación planificada de varias de ellas (principalmente en Alemania), durante la Segunda Guerra Mundial, el crecimiento por el éxodo rural en España, y el denso crecimiento de las grandes ciudades y la expansión de sus límites, generalmente a expensas de poblaciones cercanas más pequeñas. El proceso de suburbanización fue acompañado por la pérdida de población de las ciudades centrales, fenómeno que se ha detenido a partir del siglo XXI con la revitalización de las ciudades lo que ha comportado un nuevo auge demográfico de estas, como es el caso de París, Londres, Madrid o Viena.
Mientras que a comienzos del siglo XX las mayores aglomeraciones del mundo eran las ciudades europeas, ya que de las 11 ciudades de más de un millón de habitantes, 7 se encontraban en Europa, en la actualidad ninguna de ellas figura en la lista de las 10 primeras en el mundo y tan solo las áreas metropolitanas de Londres, París, Moscú y la Región del Ruhr superan los 10 millones de habitantes. Europa es el continente más urbanizado, con un porcentaje de población urbana superior al 70 %.
La mayoría de los ciudadanos de la Unión Europea (UE) vive en zonas urbanas.

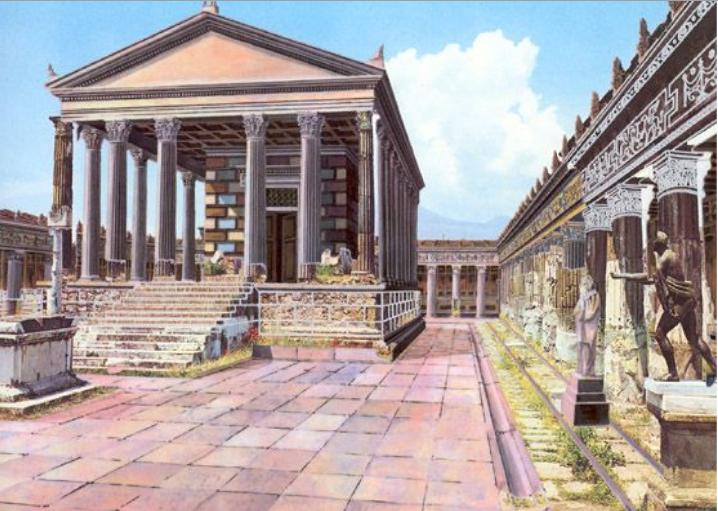
Reconstrucción ilustrada de Pompeya (Italia).

## Edad Antigua

Plano romano de Caesaraugusta, encuadrado en la Zaragoza actual. Puede verse el decumanus maximus (1), el cardus maximus (2), el foro de Caesaraugusta (3), el puerto fluvial (4), los baños públicos (5), el teatro (6) y la muralla (7).

En la antigua Grecia, la cultura se decanta por el pensamiento racional, por la autonomía racional del hombre. Para los sofistas como Protágoras, “El hombre es la medida de todas las cosas”, por tanto, la ciudad debe de estar también a la medida del hombre. El racionalismo impregna tanto al pensamiento político griego como al filosófico que, en cuanto tal, se inicia en ese momento. El inicio del pensamiento urbano se suele situar por los estudiosos en las ciudades ideales de Platón y Aristóteles. La ciudad es, para Platón, un espacio para la vida social y la vida espiritual y debe estar encaminada a elevar a los hombres a la virtud. Platón diseña hasta tres modelos de ciudades teóricas o ciudades ideales, siendo su característica común la planta circular que muchos autores atribuyen a influencias indoarias en el pensamiento platónico; en concreto, al símbolo mandálico del círculo utilizado por la mitología hindú para expresar la forma del macrocosmos y del microcosmos.
Junto al ágora, destacan en la ciudad griega la relevancia de sus templos, palacios, museos, gimnasios, teatros, parques urbanos, bibliotecas. Todo ello constituye un conjunto que responde a la geometría espacial de la época. Otro elemento importante que aparece en el urbanismo griego es la vía principal de la ciudad, sobre la que se alinean las edificaciones más importantes.
Las ciudades romanas fueron herederas del urbanismo griego; de sus criterios de racionalidad, funcionalidad, armonía y orden. Recogieron también la tendencia griega al cercamiento de los espacios y el valor de la perspectiva o visión de conjunto. En la ciudad romana destaca en primer lugar el foro, después los templos y palacios, las termas, los anfiteatros y los circos, así como el arte urbano, que es en Roma más psicológico y extrovertido que el griego, más estético e interiorista.
Antigüedad Tardía
La crisis del siglo III es el inicio de la decadencia de la ciudad clásica, en la mitad occidental del Imperio. Las sucesivas invasiones, que se convirtieron en un fenómeno de larga duración hasta el siglo VIII, obligaron a costosas inversiones defensivas, visibles en el amurallamiento (un buen ejemplo son las murallas de Lugo). Junto con otros cambios sociales y políticos internos del Bajo Imperio Romano (rebeliones como las bagaudas), la ciudad decayó en importancia: las élites urbanas procuraron eludir el aumento de la presión fiscal y optaron por la ruralización. Instituciones que constituían el corazón de la vida urbana como los collegia de oficios (similares a gremios) y las autoridades públicas (ediles), sometidos al principio hereditario forzoso para controlar la recaudación de impuestos, son vistos ya no como un honor ventajoso, sino como una carga.
Es el momento en que las villae del campo se hacen más lujosas, y se orientan a la autosuficiencia, lo que rompe los vínculos que conectaban el campo con la ciudad y la red de ciudades con Roma. Las ciudades, con mucha menos población, ven desaparecer las funciones lúdicas, sociales, políticas y religiosas de sus grandes hitos urbanos (anfiteatros, termas, templos, basílicas), en beneficio de nuevas funciones religiosas en torno a la imposición del cristianismo, nueva religión oficial a partir de Teodosio. El obispo pasa a ser la principal autoridad urbana.

## Edad Media

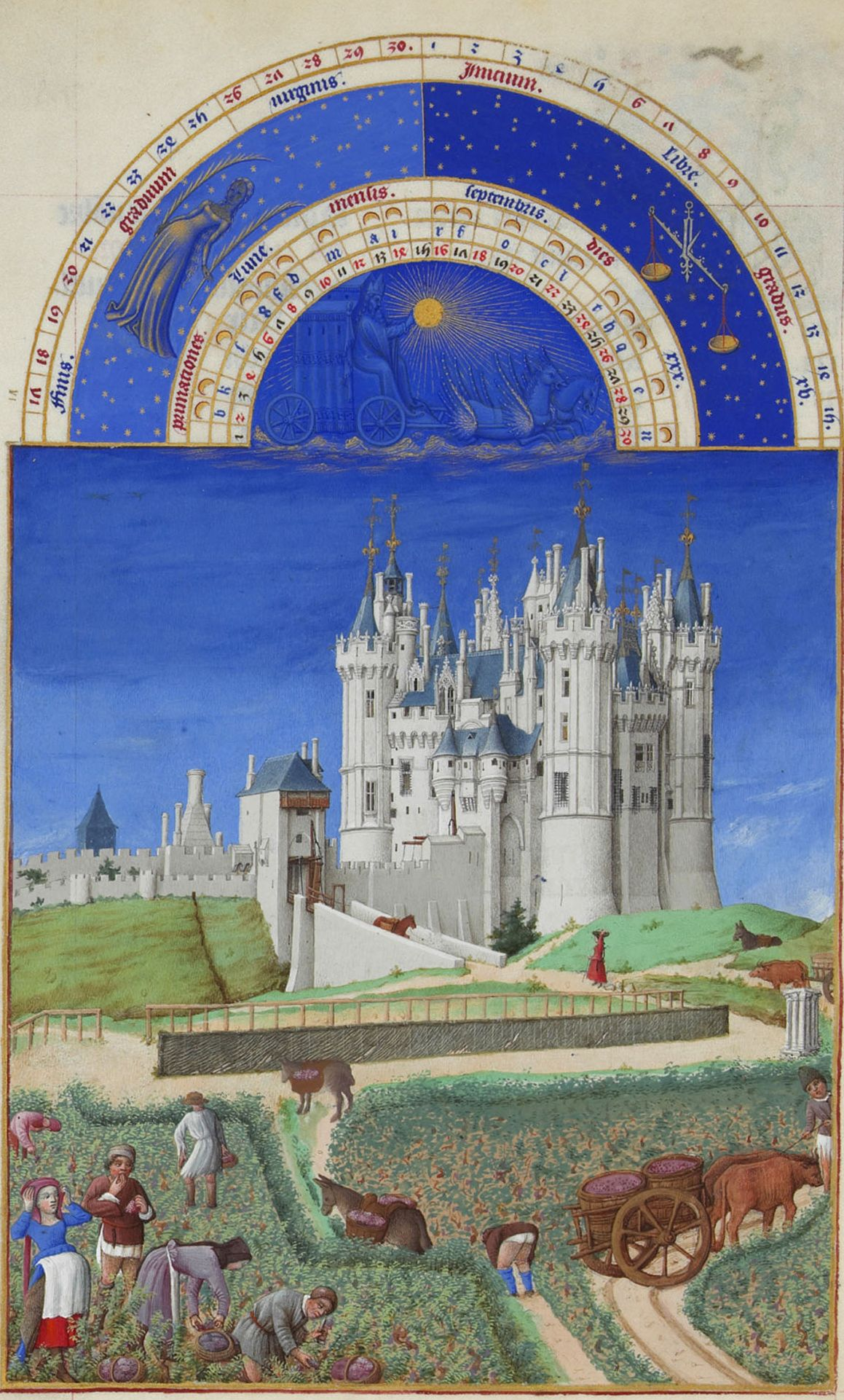
Las muy ricas horas del Duque de Berry.

En la Edad Media de la antigüedad clásica solamente mantendría su importancia Constantinopla, que siguió siendo capital del Imperio bizantino, mientras que Roma estaba en franco retroceso, así como otras poblaciones. Así pues, las mayores urbes se situaban en el sur de Europa, mientras que el centro y norte vivía bajo una sociedad agraria y feudal.
En la Baja Edad Media florecieron nuevamente las ciudades en el resto del continente gracias a la mejora de las condiciones de vida que impulsaron la industria, las ferias, los negocios y, por tanto, el comercio. Así destacan por su importancia Medina del Campo, Barcelona, Valencia, Brujas, Ypres, Bruselas, Milán, Génova, Venecia, Florencia, Colonia y Hamburgo. Otras ciudades como París, Londres y Viena, unieron a su prosperidad comercial una creciente importancia política al convertirse en las capitales nacionales de poderosos estados.

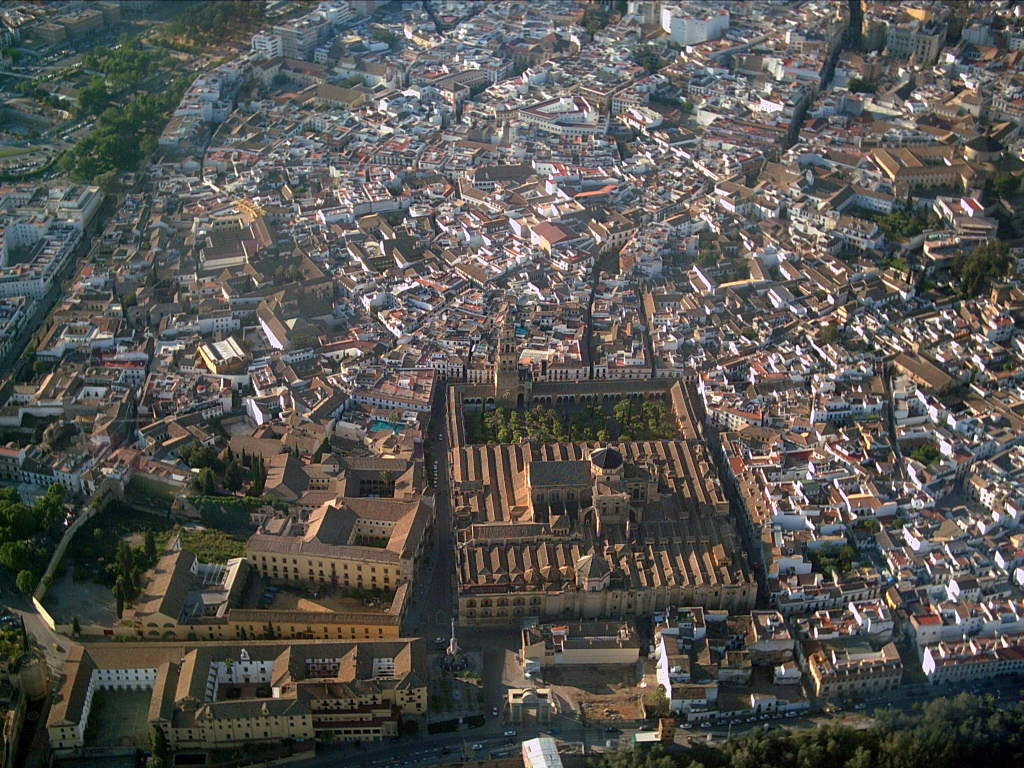
Centro histórico de Córdoba (España)

La ciudad medieval aparece como lugar cerrado dentro del paisaje agrícola y forestal, sirviendo de fortaleza defensiva y refugio de los habitantes y campesinos del entorno, a la vez que constituye el mercado del área de influencia. Estas ciudades se desarrollaron con la expansión agrícola iniciada en el siglo XII que generó prosperidad económica y favoreció los intercambios comerciales que se realizaban en núcleos urbanos ya existentes, aunque despoblados desde el fin del Imperio Romano. Estos intercambios también se llevaban a cabo en los castillos y en los monasterios del feudo, especialmente si estaban situados en alguna ruta comercial transitada o tenía puerto.
A estos centros acudían los campesinos a vender sus excedentes (cereales, frutas, carne, etc), a la vez que compraban artículos de uso cotidiano elaborados por los artesanos (herramientas, cerámica, ropa, etc). Por ello el comercio ha sido caracterizado como su función principal, y por ese motivo se requirió que hubiera disposición de plazas o espacios públicos para poder realizar tareas de mercado. Poco a poco los artesanos y comerciantes fueron estableciéndose allí, creando nuevos barrios llenos de talleres y establecimientos de artesanos y mercaderes denominados burgos, por eso a los habitantes de estas nacientes ciudades se les llamaban burgueses. Es así que la burguesía con el tiempo logra constituir una nueva clase social cuya riqueza no está ligada a la posesión de tierras pero, con el paso del tiempo, algunos de ellos se fueron haciendo ricos y prósperos, lo que hizo que a su vez acumularan más poder. Este hecho hizo que se produjera dentro de esta clase social una división.
Las ciudades medievales estaban rodeadas de altas murallas para su protección y algunas contaban con una fortaleza construida dentro del recinto de la ciudad conocida como ciudadela. En sus puertas se cobraban los impuestos sobre las mercancías que entraban en la ciudad. Las puertas se cerraban por la noche pero por el día permanecían abiertas. Los edificios más destacados eran la catedral, la casa consistorial, la universidad, la lonja, las Iglesias y conventos,  las hospederías, los hospitales y los palacios de algunos nobles y burgueses. La ciudad se dividía en barrios, cada uno con su propia parroquia. Disponían de un gran espacio abierto, la plaza del mercado, donde los comerciantes y campesinos instalaban sus tenderetes y en el que tenían lugar los principales acontecimientos de la ciudad: las representaciones de los artistas, las celebraciones festivas y los ajusticiamientos. El resto del espacio estaba ocupado por un enjambre de viviendas que propiciaban calles estrechas y tortuosas, tras las cuales, se encontraban pequeños huertos y corrales.
El ambiente de las ciudades era insalubre en general, pero variaba dependiendo de cada ciudad. Algunas ciudades y villas estaban empedradas y pavimentadas, era muy común el pavimento de canto rodado y adoquines, unas pocas ciudades continuaron la tradición romana del opus spicatum como se puede ver en la Piazza del Campo de Siena, otras no contaban con pavimento en absoluto y las calles se encontraban totalmente embarradas. Los desperdicios se arrojaban en vertederos extramuros conocidos como vaciaderos. La red de saneamiento consistía en una serie de canales, unas veces cubiertos con losas y otras al descubierto, que servían tanto para canalizar las aguas residuales como para drenar el agua de lluvia hacia cuerpos de agua fuera de la ciudad, como ríos o lagos. En algunas ciudades se siguieron utilizando las cloacas, acueductos y baños de origen romano. Por las ciudades correteaban también los animales domésticos (gallinas, cerdos, etc.) que poseían algunos habitantes. Por todo esto, las enfermedades eran frecuentes. Muchas viviendas contaban con estructuras o elementos de madera lo que sumado al uso de velas para la iluminación producía numerosos incendios.

## Edad Moderna
A partir del siglo XV se vive en Europa una verdadera revolución demográfica y urbana, impulsada principalmente por el incremento en el comercio internacional. Ciudades como Sevilla, Valencia, Lisboa, Londres, Amberes y Róterdam, se desarrollan a partir de sus puertos. Roma, centro del poder papal, recobraría su importancia, y Constantinopla, ahora Estambul, seguiría siendo la gran urbe del Mediterráneo oriental al ser la capital del Imperio otomano.

### Urbanismo renacentista

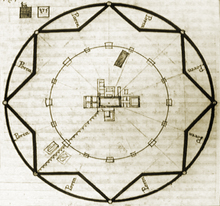
La ciudad de Sforzinda, de Filarete, es una utopía urbanística renacentista.

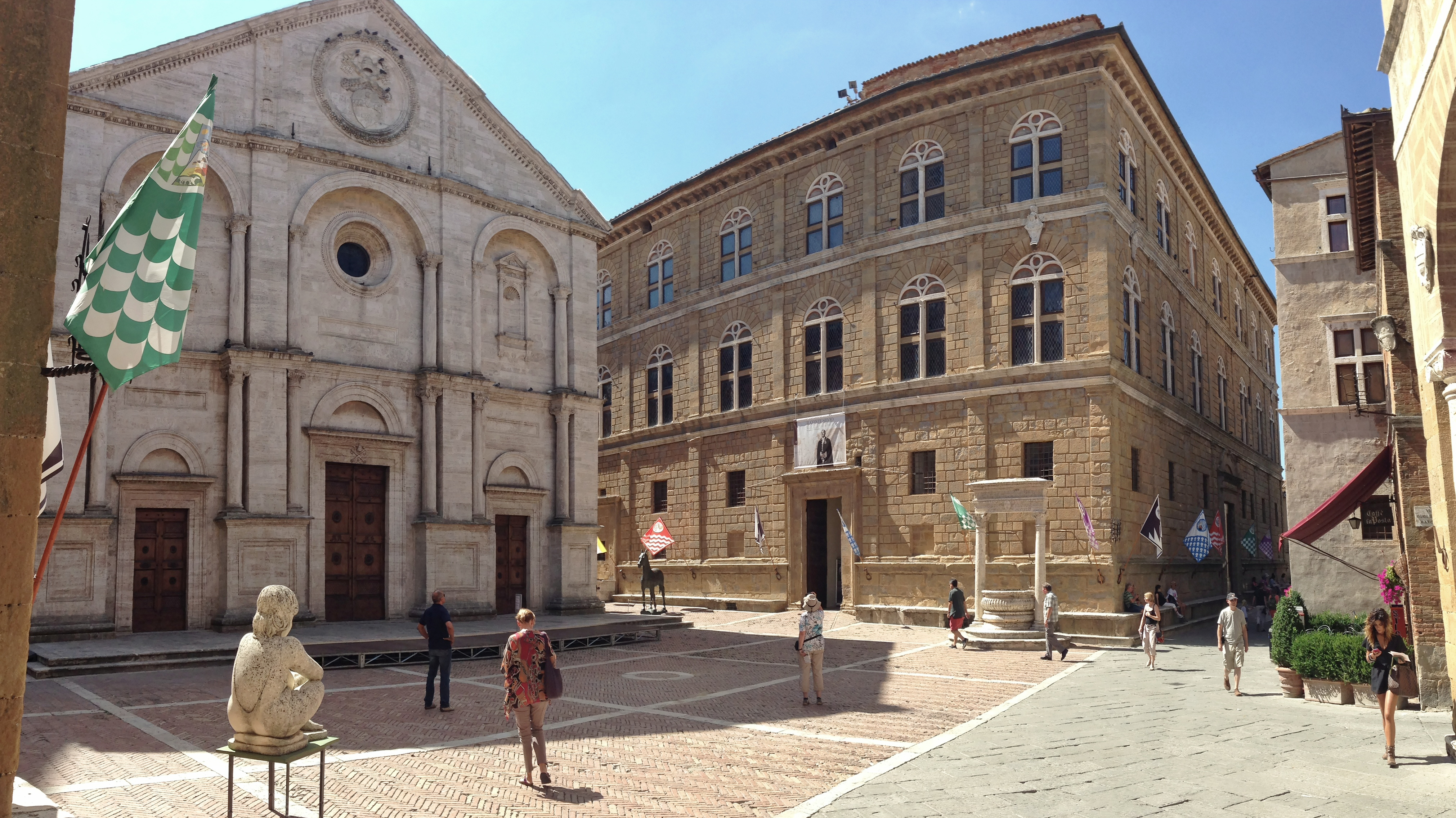
Pienza Piazza.

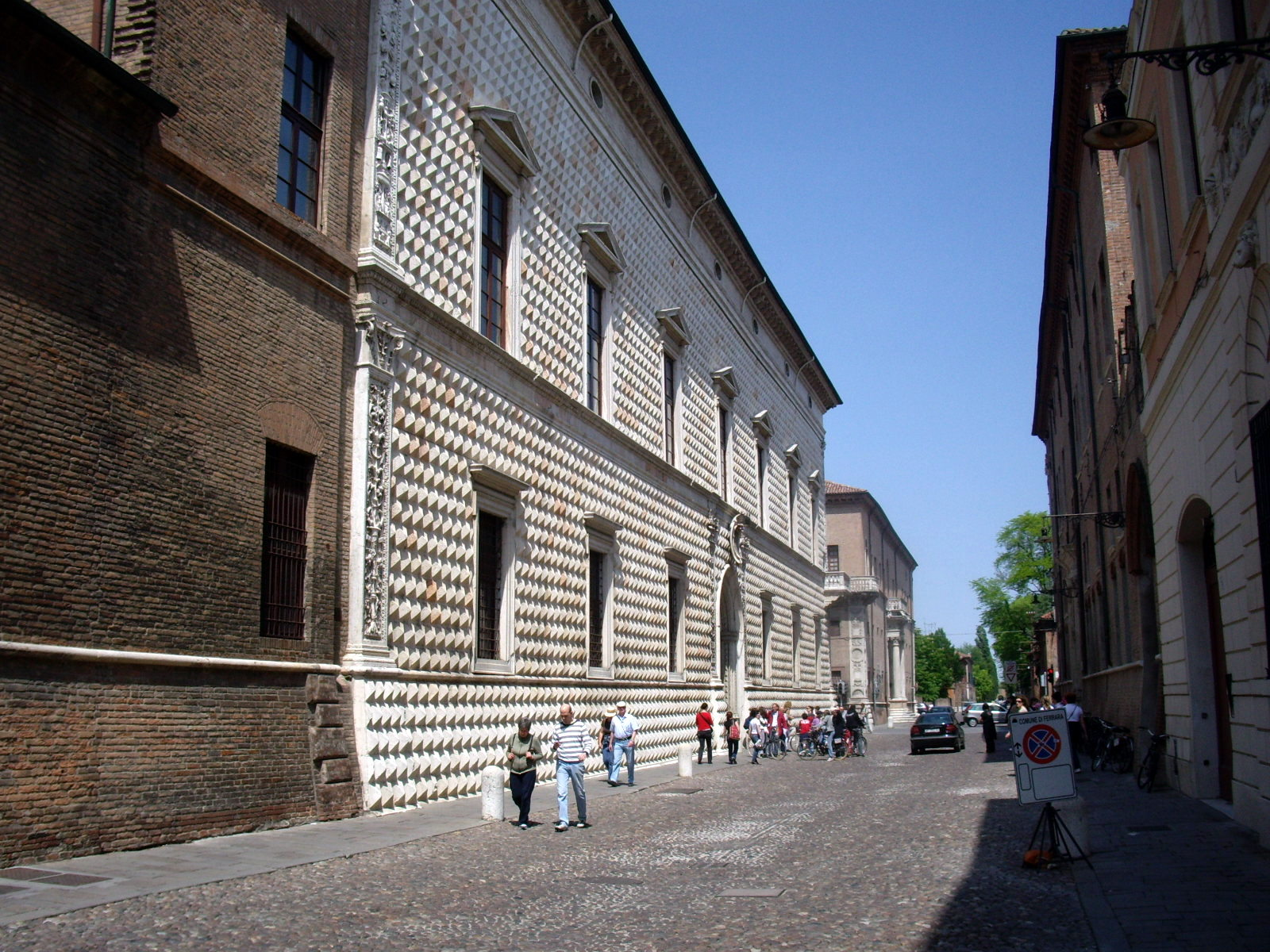
El Palazzo dei Diamanti y el quadrivio de la Addizione Erculea.

El urbanismo renacentista se refiere a los proyectos de planeamiento urbano desarrollados durante el Renacimiento. El auge del pensamiento racional durante este periodo determinó un resurgir de las concepciones aristotélicas y platónicas sobre la ciudad. Se trata ahora de una ciudad señorial donde los hombres se dedican a cultivar las artes y las letras, en la que vuelve a resurgir el ágora como centro público donde compartir los conocimientos. Una ciudad donde el arte urbano adquiere un protagonismo importante, cuyas calles invitan al paseo y a la conversación. Los mejores ejemplos de este tipo de ciudades son Florencia y Venecia en Italia. El urbanismo del renacimiento se caracteriza principalmente por la  expansión de las áreas urbanas existentes o a su remodelación parcial; más que por la creación de nuevas ciudades. Esto se debe a un incremento notable en la población europea, y a la falta de una demanda de nuevos núcleos urbanos orientados al comercio. Recién en las últimas décadas del Renacimiento la industria comienza a generar nuevos asentamientos urbanos. 
Estas ideas influirían notablemente en el urbanismo de los nuevos territorios americanos. En efecto, la conquista de América, iniciada en el siglo XVI, permitió a los urbanistas llevar a la práctica en un territorio virgen las ideas utópicas del modelo griego, construyendo ciudades conforme al planteamiento aristotélico. conforme al modelo político de plaza mayor donde las cabeceras eran ocupadas por la iglesia y el Ayuntamiento o concejo y en los laterales las casas de la gente principal (cuando eran de nueva planta y no se asentaban sobre la edificación prehispánica).
Pienza
La ciudad hasta 1462 no era más que un pequeño pueblo llamado Corsignano. El evento que cambió su suerte fue el nacimiento en 1405 de Enea Silvio Piccolomini, que 53 años más tarde se convirtió en el Papa Pío II. Un simple viaje del pontífice a Mantua lo llevó a cruzar el lugar de nacimiento y la degradación que encontró le llevó a decidir la construcción de una nueva ciudad ideal sobre la antigua aldea, confiando el proyecto de renovación al arquitecto Bernardo Rossellino. La construcción duró aproximadamente cuatro años y sacó a la luz una ciudad armoniosa con formas típicamente del siglo XV. La muerte prematura del papa Pío II también cerró la historia de la nueva ciudad, que desde entonces ha sufrido cambios limitados.
Por la belleza de su histórico centro renacentista, en 1996 Pienza se convirtió en parte del patrimonio natural, artístico y cultural de la UNESCO, seguido en 2004 por la misma zona del valle en la que se encuentra: el Valle d'Orcia.
Historia natural: en 2003, en la reserva natural de Lucciola Bella, fueron hallados los restos fósiles de un Etruridelphis giulii, un mamífero marino similar a un delfín especie qué vivió en el área hace más de 4,5 millones de años, en un período en el que los barrancos actuales eran el fondo del mar Tirreno. El fósil ha sido considerado por los estudiosos, de gran valor científico, porque es el hallazgo más completo de esta especie  en el mundo.
Addizione Erculea
Fue Hércules I quien puso en marcha un ambicioso proyecto urbanístico, una verdadera duplicación de la ciudad siguiendo principios racionales, y encargó su diseño al arquitecto Biagio Rossetti. El proyecto empezó en 1484, tras el asedio de Ferrara por parte de la República de Venecia. Los objetivos principales eran expandir la superficie de la ciudad y reforzar el sistema defensivo de las murallas, que constituyen uno de los ejemplos más antiguos de fortificación construida según el estilo de la traza italiana. La obra, que fue realizada entre 1492 y 1510, aumentaba el prestigio de la corte estense y la ponía en competición con las cortes más importantes de Europa.
En primer lugar se rellenó el foso de la Giovecca, construyendo en su lugar una ancha calle que sirviera de bisagra entre la parte nueva y la parte antigua de la ciudad. Hizo prolongaciones regulares de las calles medievales al otro lado de esta arteria, fundiendo así de manera orgánica lo viejo y lo nuevo. La parte nueva, que se inspira en el urbanismo romano a través de las descripciones de Vitruvio, tenía una red viaria ortogonal que se articulaba sobre dos ejes principales:
El segundo eje, en particular, era completamente nuevo y tenía un ambiente plenamente «público» (frente al otro eje, que seguía vinculado al paso de los duques). Fue enfatizado con una gran plaza arbolada, la actual Piazza Ariostea.

### Urbanística barroca

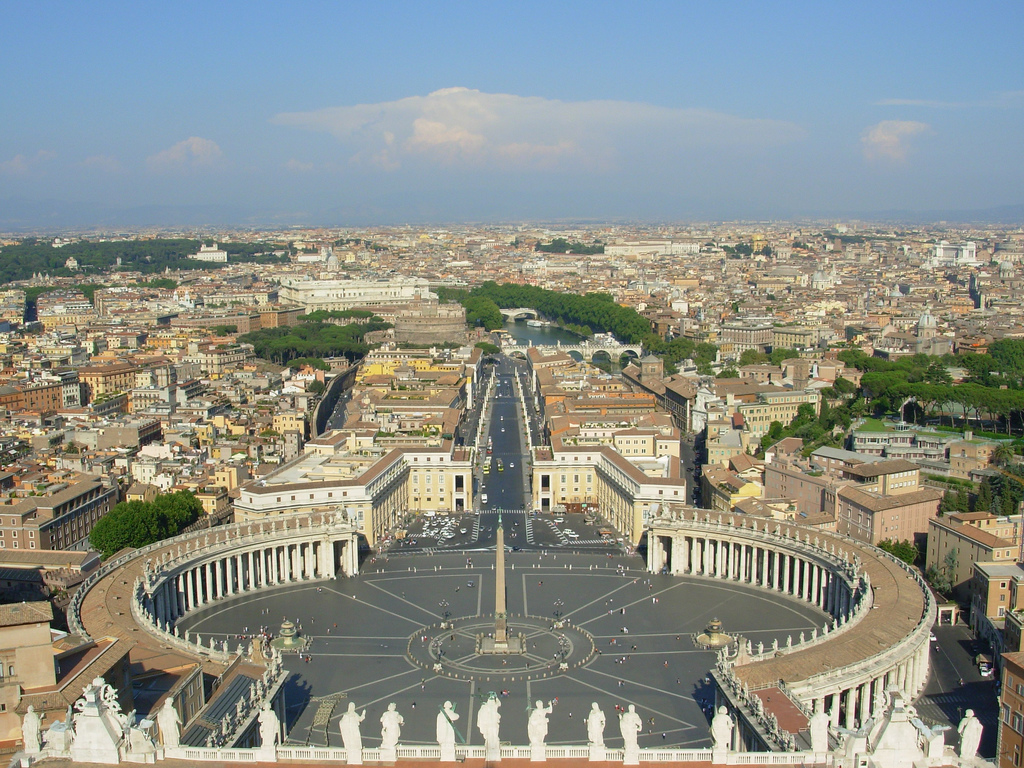
Plaza de San Pedro de Roma, ejemplo de plaza barroca.

En las cortes más poderosas de Europa, la estructura urbana intentará ostentosamente asentar los valores y la estructura política creada por los dirigentes. Así, en 1585 el Papa Sixto V inició las obras para la transformación urbana de Roma, encargando a Domenico Fontana la conexión entre los principales edificios religiosos de la ciudad por medio de grandes ejes viarios rectilíneos. El proyecto, que se basaba en la ratificación de Roma como ciudad santa, estableció el precedente para las intervenciones que se habrían de llevar a cabo en diversas ciudades europeas.
En Roma, los centros focales del panorama urbano se subrayaron mediante la colocación de antiguos obeliscos egipcios y altas cúpulas, mientras que en París los nodos del sistema viario se definieron por medio de plazas simétricas, en cuyo centro se colocaba la estatua del soberano. En líneas generales, la plaza barroca cedió su función tradicional cívica y pública para convertirse en un medio de exaltación de la ideología religiosa o política, como en el caso de las plazas reales francesas (la Plaza de los Vosgos o la Plaza Vendôme, por ejemplo) o de la Plaza de San Pedro de Roma. La ciudad se va a estructurar en torno a un centro, como el poder absoluto tiene como centro el Rey, al que confluyen grandes vías, rectas de amplias perspectivas. Las plazas serán uno de los grandes elementos, reflejo y símbolo del poder civil o religioso, entendidas como escenarios de fiestas y representación.

## Edad Contemporánea

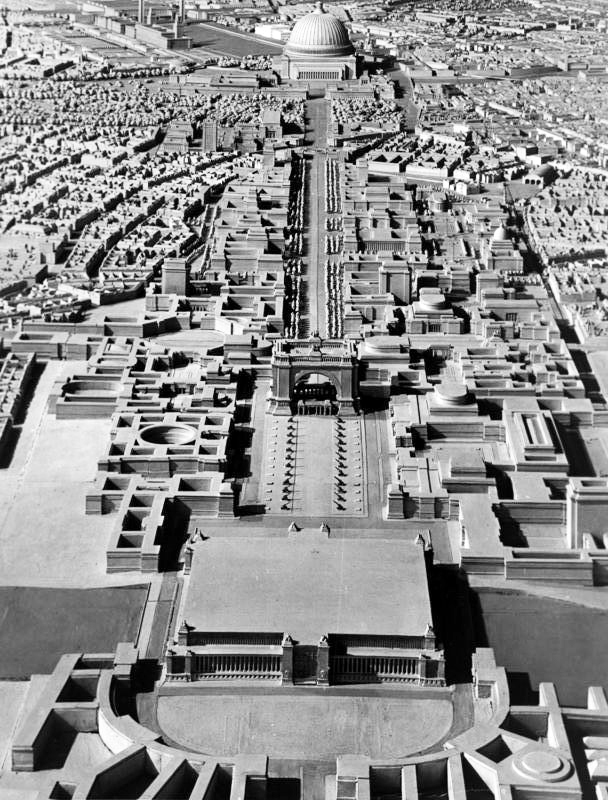
Maqueta de la Welthauptstadt Germania (Alemania nazi).

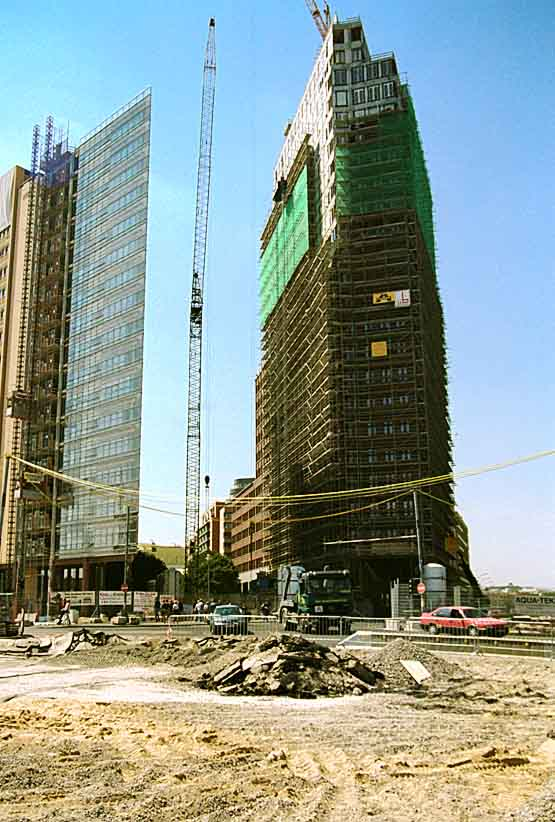
En zonas como Potsdamer Platz los antiguos planos formaban la base para el diseño de los nuevos edificios.

El siglo XIX fue marcado por un crecimiento sin precedentes de París, Viena, Moscú, San Petersburgo y las ciudades inglesas y alemanas, en especial las capitales, Londres y Berlín.
A partir de la segunda mitad del siglo XIX, el proceso colonial y la consecuente apertura de nuevos mundos amplían la geografía económica de Europa y hacen surgir un nuevo modo de entender la actividad empresarial. Resulta ahora necesario poner al servicio de la producción nuevos medios tecnológicos, nuevas condiciones de accesibilidad y, sobre todo, una nueva distribución del espacio. La entrada en escena de la energía eléctrica favorece el surgimiento de las coronas periféricas de las ciudades, cuyos suelos vacantes son ocupados por los nuevos asentamientos industriales y laborales, dando lugar a una nueva concepción de separación espacial entre producción y gestión.
La población urbana se distribuye formando arcos más o menos amplios en torno al núcleo urbano, en un movimiento centrífugo. En el arco exterior se sitúan las crecientes masas residenciales, constituidas por la nueva mano de obra inmigrante para la industria. Son los “barrios obreros”, típicos de los extrarradios de las grandes ciudades, densamente poblados, con escasos servicios y en general con pocas condiciones de habitabilidad. En estos barrios se concentra la masa laboral, que comparte la periferia con las grandes e insalubres instalaciones industriales.
Hasta la llegada de la Revolución industrial la intervención de los poderes públicos en el campo urbanístico había sido muy limitada, en su mayor parte se trataba de medidas orientadas a la sanidad y a la reglamentación de las edificaciones situadas en los conjuntos monumentales o en áreas centrales de la ciudad. Ahora, el nuevo entramado de intereses nacido al amparo del “desarrollismo industrial”, convertirá al urbanismo en una trama social y política, donde los poderes públicos tendrán que intervenir para reducir las tensiones que se generan en este campo cada vez más conflictivo.
Estos elementos fueron los que provocaron un cambio profundo en todo lo referente a la morfología urbana de las ciudades, creando espacios que llevaron a la búsqueda de soluciones reformatorias en el marco de las teorías políticas del utilitarismo que proporcionarían una preocupación en la ordenación urbana de las ciudades. Nacen así elementos indispensables en las ciudades industriales: Un sistema eliminación de las aguas negras, uno de distribución de agua potable, y otro de transportes dentro una misma ciudad.
París y el “haussmannianismo” (1853-1870)

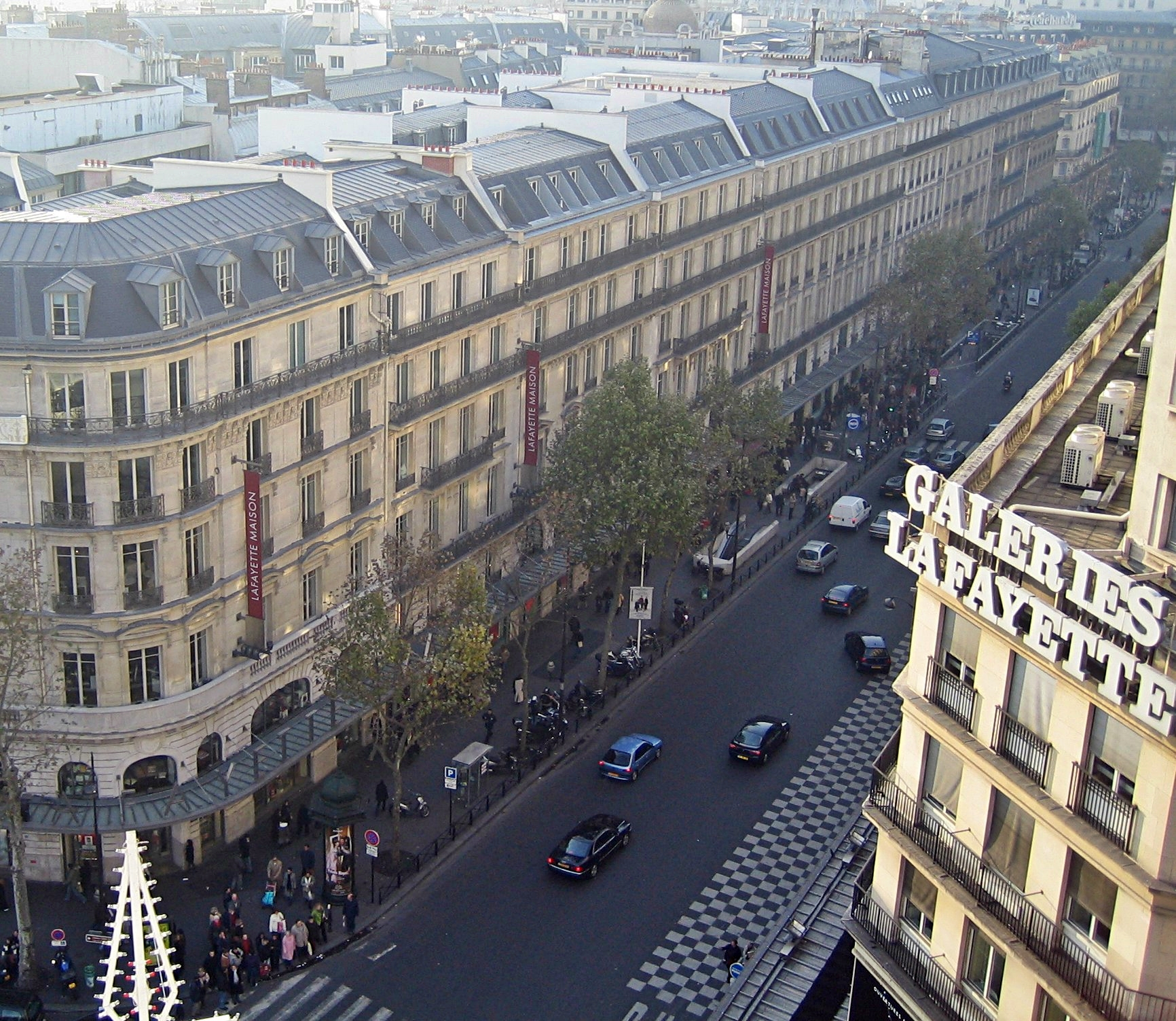
El bulevar Haussmann

Georges-Eugène Haussmann fue un funcionario público, diputado y senador francés. Napoleón III le otorgó el título de barón, y juntos trabajaron en reformar y renovar París.

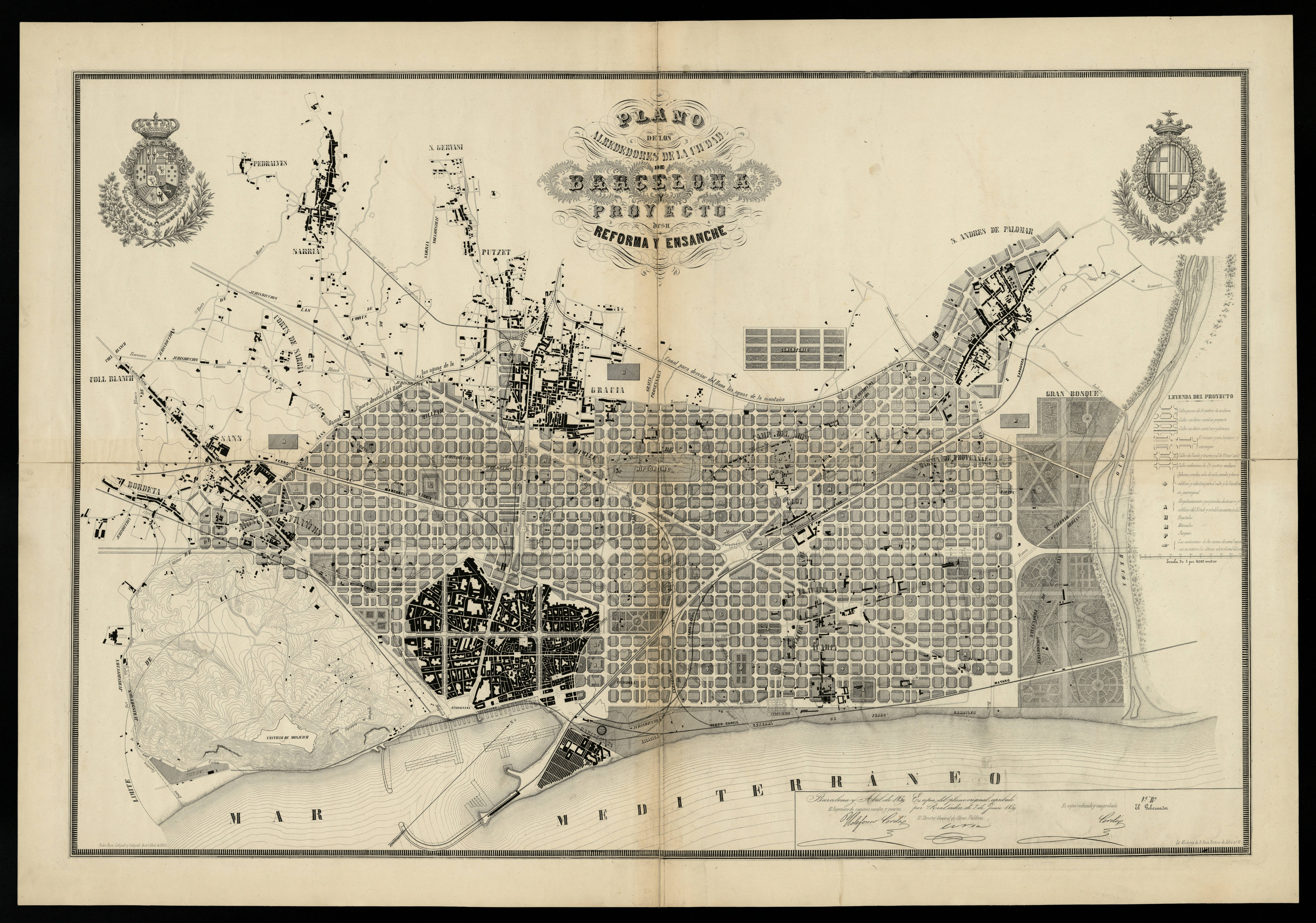
Plan de los alrededores de la ciudad de Barcelona y del proyecto para su mejora y ampliación de Ildefonso Cerdá y Suñer (1859).

El «haussmannianismo» no se contentó solamente con trazar calles y crear los equipamientos adecuados. Intervino también en el aspecto estético de los inmuebles privados.
El frente de la calle de la manzana (en francés, islote, îlot) fue concebido como un conjunto arquitectónico homogéneo. El inmueble no era autónomo y debía contribuir a un paisaje urbano unificado con los otros edificios apoyados en las nuevas aperturas. Sin embargo, la manzana haussmanniana sigue siendo heterogénea: únicamente las parcelas situadas en las nuevas aperturas se vieron afectadas por la modernización, y las otras parcelas de la manzana anterior no se destruyeron; las edificaciones de siglos anteriores cohabitaban con los nuevos edificios, y el azar de las parcelas inedificables, revelaba la parte trasera de esas construcciones en patios o en las nuevas alineaciones.
El Reglamento de urbanismo de París y las servidumbres impuestas por los poderes públicos favorecieron una tipología que llevó a término la evolución clásica del inmueble parisino hacia la fachada característica del París haussmanniano:
Ensanches de poblaciones en España
En la segunda mitad del siglo XIX, en plena Revolución industrial, cuando el crecimiento demográfico y las nuevas actividades industriales, que necesitaban gran cantidad de terreno, obligaron a la actuación urbanizadora sobre terrenos rústicos extramuros de la ciudad, toda vez que las antiguas murallas que constreñían las poblaciones habían perdido su función militar. Este crecimiento permitió adaptar las ciudades a los nuevos medios de transporte como el ferrocarril a la par que se trataba de solucionar los problemas de salubridad e higiene que presentaban muchas poblaciones. 
La percepción de esta necesidad indujo a los gobiernos a legislar este aspecto. El primer intento fue el Proyecto de Ley General para la Reforma, Saneamiento, Ensanche y otras Mejoras de las Poblaciones, propuesto por el Ministro de Gobernación José Posada Herrera en 1861 y rechazado por el Senado. Establecía la cesión gratuita de viales, régimen de parcelas mínimas indivisibles, generalización del régimen de licencias, compensación de beneficios y cargas de la urbanización, edificación forzosa de solares, regulación de linderos, proyecto técnico y económico previo a toda urbanización, etc. La ley tuvo que esperar hasta 1864 para su aprobación, seguido en 1867 del Reglamento. La influencia de esta ley en el desarrollo de los Ensanches fue determinante y contribuyó a que el resultado final se alejase de los proyectos iniciales.
En 1892 el sistema se hace definitivo con una nueva Ley que regula los ensanches de Madrid y Barcelona y faculta al Gobierno para extenderla a otras poblaciones. Para aprobar cada uno de estos Planes Generales era necesaria una Ley Especial. En 1895, se promulgó la Ley de Saneamiento y Mejora de las Poblaciones, pensada para resolver los problemas de los cascos históricos.
Tomando como referencia estas leyes, el proyecto de Bilbao y la experiencia pionera del Ensanche de Barcelona diseñado por Ildefonso Cerdá, numerosos municipios acometieron ensanches: Madrid, Valencia, Bilbao, Málaga, San Sebastián, León, Alcoy, Santander, Vitoria, Tarragona, Pontevedra, Pamplona y Mataró, entre otros. En 1854 se autorizó el derribo de las murallas de Barcelona y, en 1857, el ayuntamiento convocó un concurso en el que se establecía que el ensanche sería ilimitado. En 1860 se publicó el decreto de puesta en marcha del proyecto de ensanche de Ildefonso Cerdá quien planteó su ensanche como una ciudad completamente nueva, no articulada en torno al casco antiguo. Su característica principal es el trazado ortogonal uniforme, con tres ejes oblicuos (Diagonal, Meridiana y Paralelo) que facilitan su recorrido. La unidad básica del Ensanche es la manzana de 113 metros de lado y achaflanada en sus esquinas, de manera que se crean pequeñas plazas en los cruces. Se preveían cuatro anchuras de calle (20, 30, 50 y 100 metros), la existencia de jardines en el interior de las manzanas y una edificabilidad mucho menor que la que finalmente se autorizó.
En la misma época se planteó la necesidad del Ensanche de Madrid. En 1857 el Ministerio de Fomento ordenó el estudio de un futuro Ensanche, cuya dirección fue encomendada a Carlos María de Castro. El ensanche de Castro se asemeja al de Cerdà en el trazado ortogonal y en no prolongar la ciudad histórica sino en constituirse en una ciudad nueva por el este y el norte. Fruto de la misma ley es el plan para construir una gran vía transversal en Madrid, para dotar a la ciudad vieja del eje este-oeste del que carecía. Sin embargo, completar el proyecto de la Gran Vía llevó cuatro décadas.
Berlín y la “Reconstrucción crítica” desde los años 1980
La reconstrucción crítica (en alemán: kritische Rekonstruktion) es el nombre dado al proceso de cambios arquitectónicos y urbanísticos que protagonizó la capital alemana tras la caída del Muro de Berlín en 1989. Constituye el instrumento regulador del desarrollo urbanístico de la ciudad y sus contenidos se componen de una serie de reglamentos o exigencias. El movimiento alentó el regreso a tipologías arquitectónicas tradicionales e intentó contribuir al despertar de la memoria histórica oculta en la trama de sus calles y espacios públicos, no mediante la reproducción de estos elementos, sino a través de su reinterpretación. La reconstrucción crítica se fundamenta en la incorporación de criterios y pautas estéticas de la ciudad antigua del siglo XIX en el urbanismo actual, como método para no perder la identidad de la ciudad, frente a la disparidad de los estilos de las propuestas arquitectónicas que se formulaban para Berlín.
Las razones oficiales dadas para esta estrategia fueron dos: en primer lugar, que era necesario reparar no solo el daño causado por la Segunda Guerra Mundial, sino también el causado por los planificadores durante la reconstrucción de los años posteriores y, en segundo lugar, que no solo los edificios, sino la ciudad en su conjunto necesitaban ser reconstruidos. Con la caída del muro, la ciudad se encontró con franjas de terrenos sin construir allí donde se había levantado dicha barrera. Esta cicatriz cortaba la ciudad por el centro, por lo que la reunificación alemana cambió la estructura de Berlín donde zonas que anteriormente eran periferia, estaban ahora en el centro y varias calles que no llevaban a ninguna parte, volvieron a ser principales. La situación hizo posible una serie de proyectos destinados a unir las estructuras urbanas a ambos lados y en los que hubo que decidir entre una réplica de los viejos edificios, una reconstrucción crítica basada en una interpretación contemporánea o una ruptura total con el pasado. Así, en las décadas de 1990 y 2000 Berlín se convirtió en el terreno de obras más grande de Europa y se transformó para cumplir nuevamente su función como capital de Alemania. La reconstrucción crítica marcó la pauta de esta transformación.
Originalmente, el término reconstrucción crítica corresponde al nombre de una teoría de la arquitectura y el urbanismo desarrollada por el arquitecto berlinés Josef Paul Kleihues que se aplicó por primera vez en la Exposición Internacional de Edificios de Berlín (IBA) en la década de 1980. Luego se usó en la planificación de la ciudad tras la reunificación alemana a partir de 1991 con el apoyo del Senado de Berlín, pero su ejecución estuvo en gran parte en manos de Hans Stimmann, quien fue director de construcción de la ciudad de 1990 a 1997 y hasta 2006 fue su director de planificación. Desde esta posición, el arquitecto llevó a cabo la idea de Kleihues de la reconstrucción crítica.
A partir de las condiciones históricas de Berlín, Stimmann y Dieter Hoffman-Axthelm tuvieron la responsabilidad de volver a unificar la ciudad con los criterios de la arquitectura posmoderna. Los dos trabajaron en la supervisión del proyecto desde el Rotes Rathaus (Ayuntamiento de Berlín), en la oficina de la administración del Senado para el desarrollo de la ciudad. Stimmann también usó la Reconstrucción crítica como base para su Planwerk Innenstadt, un plan de desarrollo en el centro de Berlín que favorecía la demolición de edificios de mediados de siglo y el relleno de parcelas vacías con estructuras de uso mixto de mayor densidad urbana.
Las autoridades de la ciudad impusieron pautas estrictas para el tamaño y la apariencia de todos los edificios, excepto los federales. Este clima de relativa hostilidad hacia la experimentación llevó a la reconstrucción del centro de la ciudad de una manera que proporcionaba una escena urbana relativamente homogénea, que sugería que la historia de esta ciudad debió haber continuado sin interrupción. En un esfuerzo por reconstruir Berlín como una "ciudad europea" tradicional, la oficina intentó evitar lo vanguardista y dio prioridad a lo históricamente armonioso. Crearon un conjunto de reglas: los edificios no deben tener más de 22 metros, las calles seguirían siendo estrechas, el 20 por ciento del edificio tenía que proporcionar espacio para apartamentos, los edificios no podían ocupar bloques enteros, sino que tenían que romperse en estructuras de conexión separadas, y la oficina del Senado podría vetar cualquier proyecto. Asimismo, según palabras de Stimmann, estas normas deben entenderse como una reacción ante el temor de que se cree una situación caótica, resultado tanto de las ambiciones de inversores privados y arquitectos, como del conflicto de intereses entre el sector privado y la administración pública.